# Семёнова, Светлана Степановна
Светла́на Степа́новна Семёнова (11 мая 1958, Псков, РСФСР, СССР) — советская гребчиха, бронзовый призёр Олимпийских игр. Заслуженный мастер спорта СССР (1979).
На Олимпиаде в Москве в составе распашной четвёрки с рулевым завоевала бронзу.